# Ровная (Львовская область)
Ровная (укр. Рівна) — село в Перемышлянской городской общине Львовского района Львовской области Украины.
Население по переписи 2001 года составляло 37 человек. Почтовый индекс — 81261. Телефонный код — 3263.